# کرم شب‌تاب (فیلم ۱۹۷۳)
کرم شب‌تاب (به هندی: Jugnu) فیلمی محصول سال ۱۹۷۳ و به کارگردانی پرامود چاکراوورتی است. در این فیلم بازیگرانی همچون درمندرا، هما مالینی، پران، پریم چوپرا، نظیر حسین، محمود علی، لالیتا پاوار، ساتیاجیت پوری ایفای نقش کرده‌اند.

## بازیگران و صداپیشگان
| نقش         | بازیگر      | دوبلُر           |
| آشوک(جوگنو) | درمندرا     | منوچهر زمانی    |
| سیما        | هما مالینی  | زهره شکوفنده    |
| رئیس        | آجیت خان    | فرشید فرزان     |
| شیام        | پران        | پرویز ربیعی     |
| پدر سیما    | سوجیت کومار | سیامک اطلسی     |
| رامش        | پریم چوپرا  | شهروز ملک آرایی |
| بازرس کل    | راج مهرا    | سیامک اطلسی     |
| ماهش        | محمود       | اصغر افضلی      |
| پدر شیام    | نذیر حسین   | محمدباقر توکلی  |